# زیر شن (فیلم ۲۰۰۰)
زیر شن (فرانسوی: Sous le sable‎) فیلمی در ژانر درام به کارگردانی فرانسوا اوزون است که در سال ۲۰۰۰ منتشر شد. از بازیگران آن می‌توان به شارلوت رمپلینگ، برونو کرمر، الکساندرا استوارت، و پیر ورنیه اشاره کرد.

## داستان
ماری پروفسور ادبیات انگلیسی در دانشگاه پاریس است. او ۲۵ سال است با جین ازدواج کرده و با خوشبختی زندگی می‌کند. در تعطیلات تابستانی که آنها به سواحل جنوب فرانسه رفته‌اند جین برای شنا عازم دریا می‌شود اما دیگر بازنمی‌گردد. بدون داشتن هیچ سرنخی از جسد و مرگ او ماری طوری رفتار می‌کند که به نظر می‌رسد همسرش هنوز زنده است.